# Koskenpää

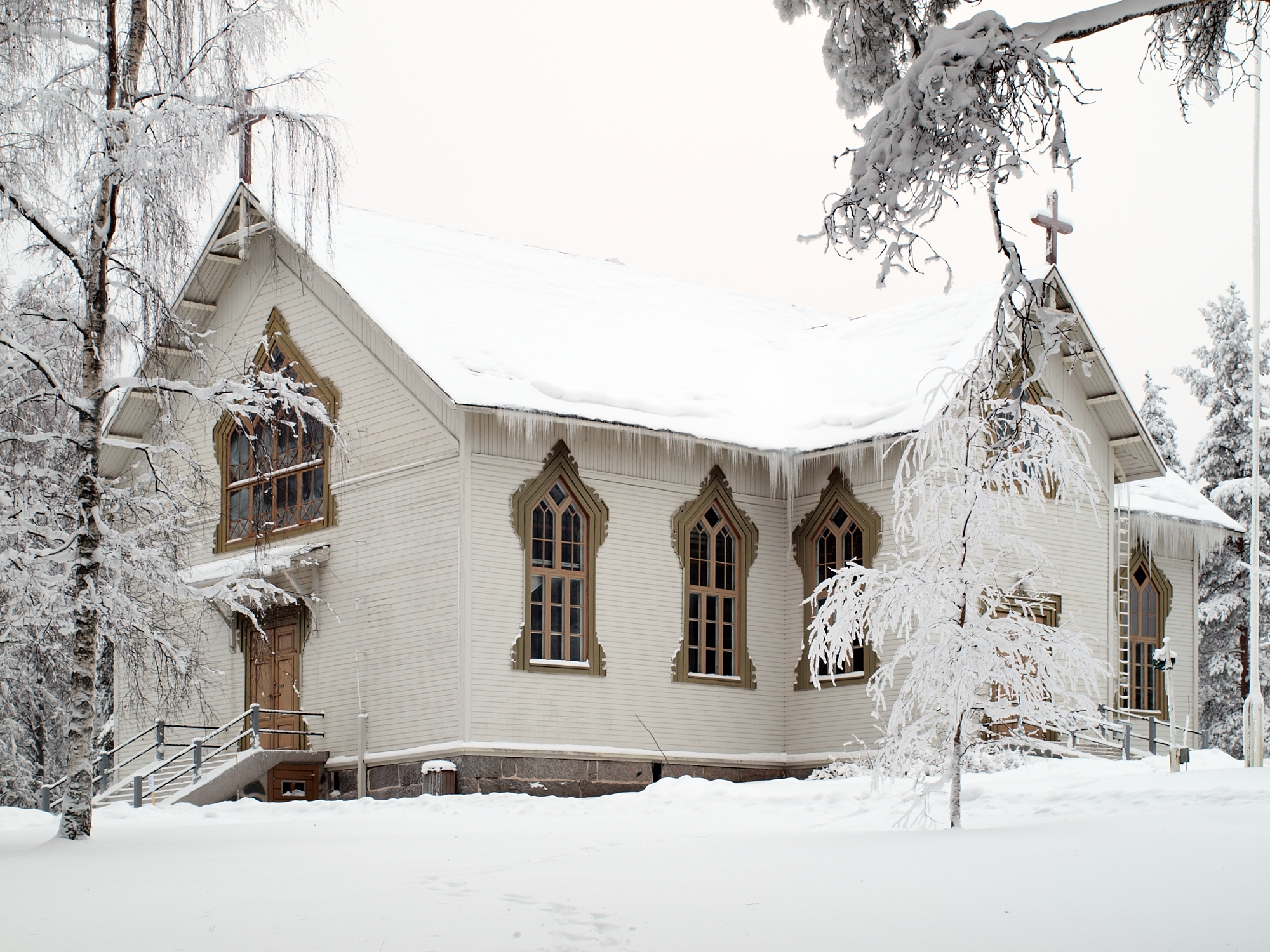
Koskenpää kyrka.

Koskenpää var en kommun i Mellersta Finlands län. Kommunen slogs samman med grannkommunen Jämsänkoski den 1 januari 1969. Kommunen hade vid sammanslagningen cirka 2 000 invånare och en yta (landareal) på cirka 350 km².

## Historia

### Församlingen
Koskenpää bönehusförsamling grundades år 1901, underställd Jämsä församling. 1912 beordrades församlingen självständighet. Ordern förverkligades 1925. 2004 upphörde självständigheten genom grundandet av Koskenpää kapellförsamling, underställd Jämsänkoski församling.
Koskenpää träkyrka planerades av J.A. Allenius och den färdigställdes 1902. Den fristående stapeln av trä färdigställdes 1904. Altartavlan "Jesus välsignar barn" målades 1915 av Aukusti Koivisto.

## Kultur

### Kommunvapnet
Gustaf von Numers ritade kommunvapnet. Det togs i bruk år 1962. Vapnet togs sedan över av staden Jämsänkoski vid kommunsammanslagningen 1969.